# Godfrey Kneller
Godfrey Kneller (Lubecca, 8 agosto 1646 – Londra, 19 ottobre 1723) è stato un artista e pittore tedesco, principalmente ritrattista, che divenne il primo pittore di corte in Inghilterra, tra la fine del XVII e gli inizi del XVIII secolo. Fu il successore di Sir Peter Lely.

## Biografia
Gottfried Kneller nacque a Lubecca, in Germania, nel 1646. Giovane, studiò presso la città di Leida; divenne però presto allievo prediletto di Ferdinand Bol e Rembrandt, trasferendosi ad Amsterdam. Nei primi anni '70 del Seicento lavorò a Roma e Venezia, lavorando a soggetti storici e ritratti. Di ritorno dal viaggio in Italia si trasferì ad Amburgo. Fu chiamato in Inghilterra dal duca di Monmouth, James Crofts, figlio naturale del re Carlo II Stuart assieme al fratello, John Zacharias Kneller, anch'egli pittore. In breve fu introdotto presso Carlo II, che gli commissionò un ritratto. Durante il suo periodo inglese, Godfrey Kneller si concentrò principalmente sulla ritrattistica. Fondò uno studio personale e si mise al servizio dell'aristocrazia e della borghesia inglesi. Ritrasse Charles Lennox, figlio del re, gli scienziati Isaac Newton e Thomas Betterton, lo scultore Grinling Gibbons, il pittore italiano Antonio Verrio, il generale duca John Churchill e molti altri grandi nomi della nobiltà e della cultura.
Tra i suoi lavori maggiori, una serie di quattro ritratti di Newton, una di ritratti di monarchi europei incluso Luigi XIV, e oltre quaranta ritratti di membri del club inglese Kit-Cat.
Alla morte di Sir Peter Lely, Kneller fu nominato Principal Painter to the Crown, pittore ufficiale di corte. Negli anni seguenti realizzò gli Hampton Court Beauties, celebre serie di ritratti per Guglielmo III. Giorgio I lo nominò baronetto.

## Galleria d'immagini

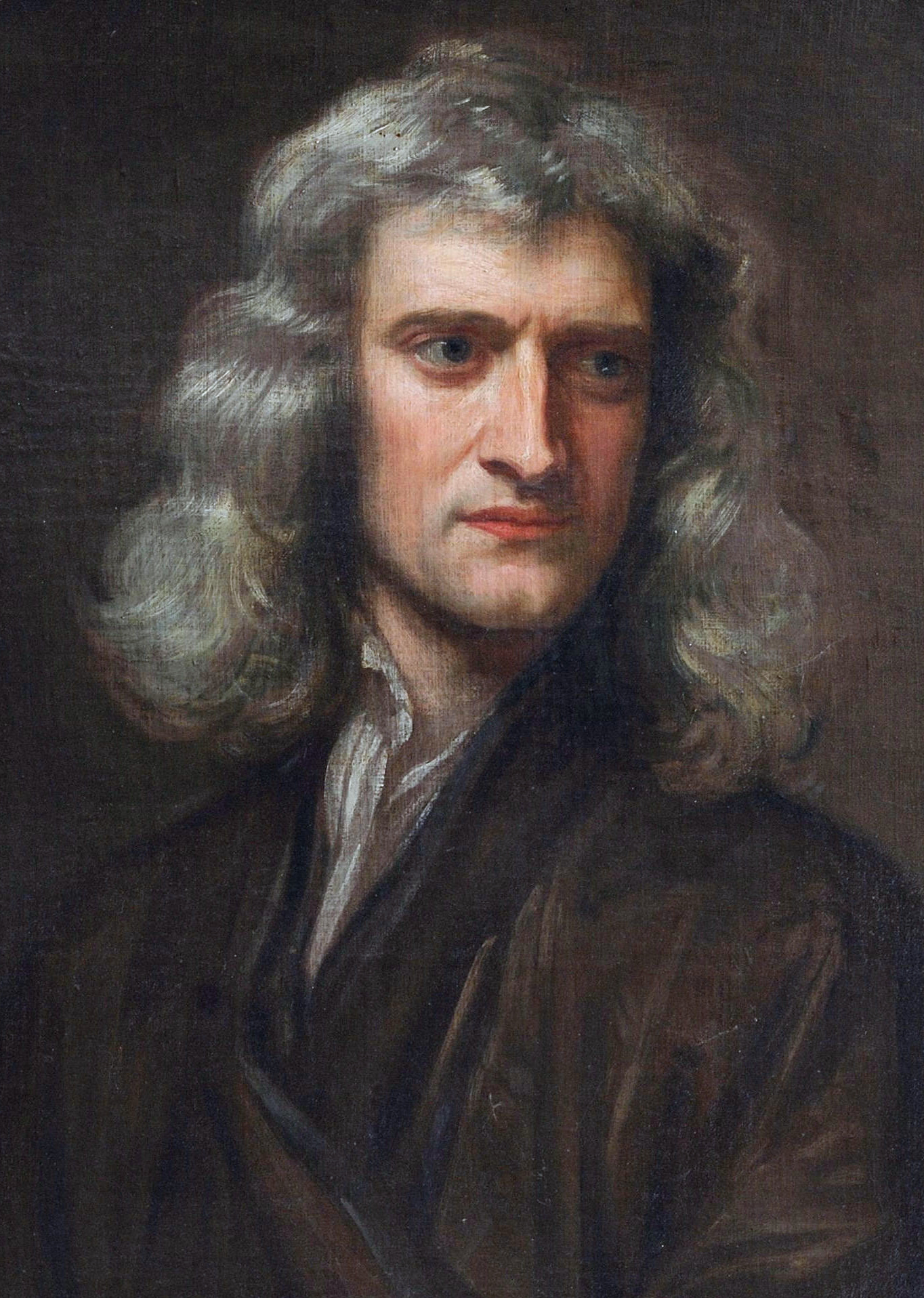
Ritratto di Isaac Newton
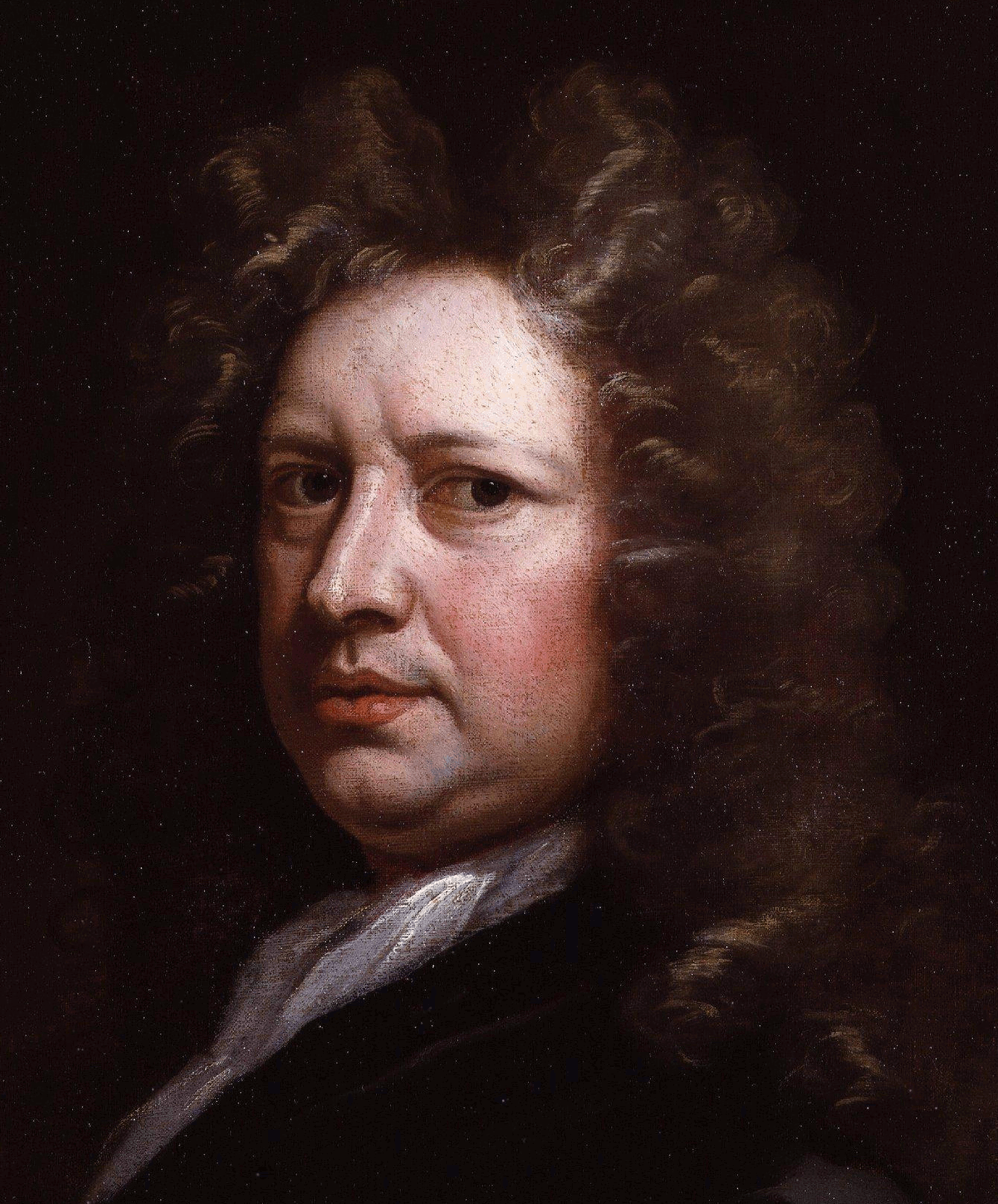
Ritratto di Betterton
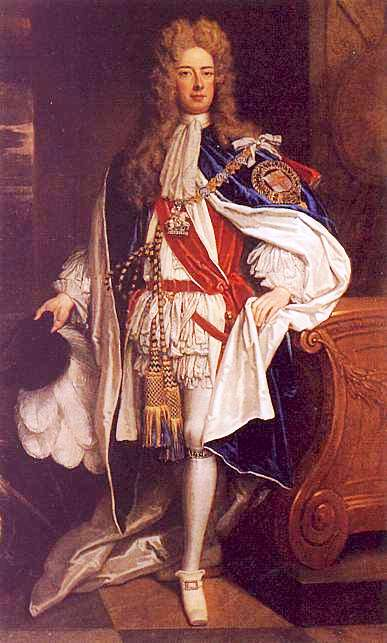
Ritratto del duca Marlborough
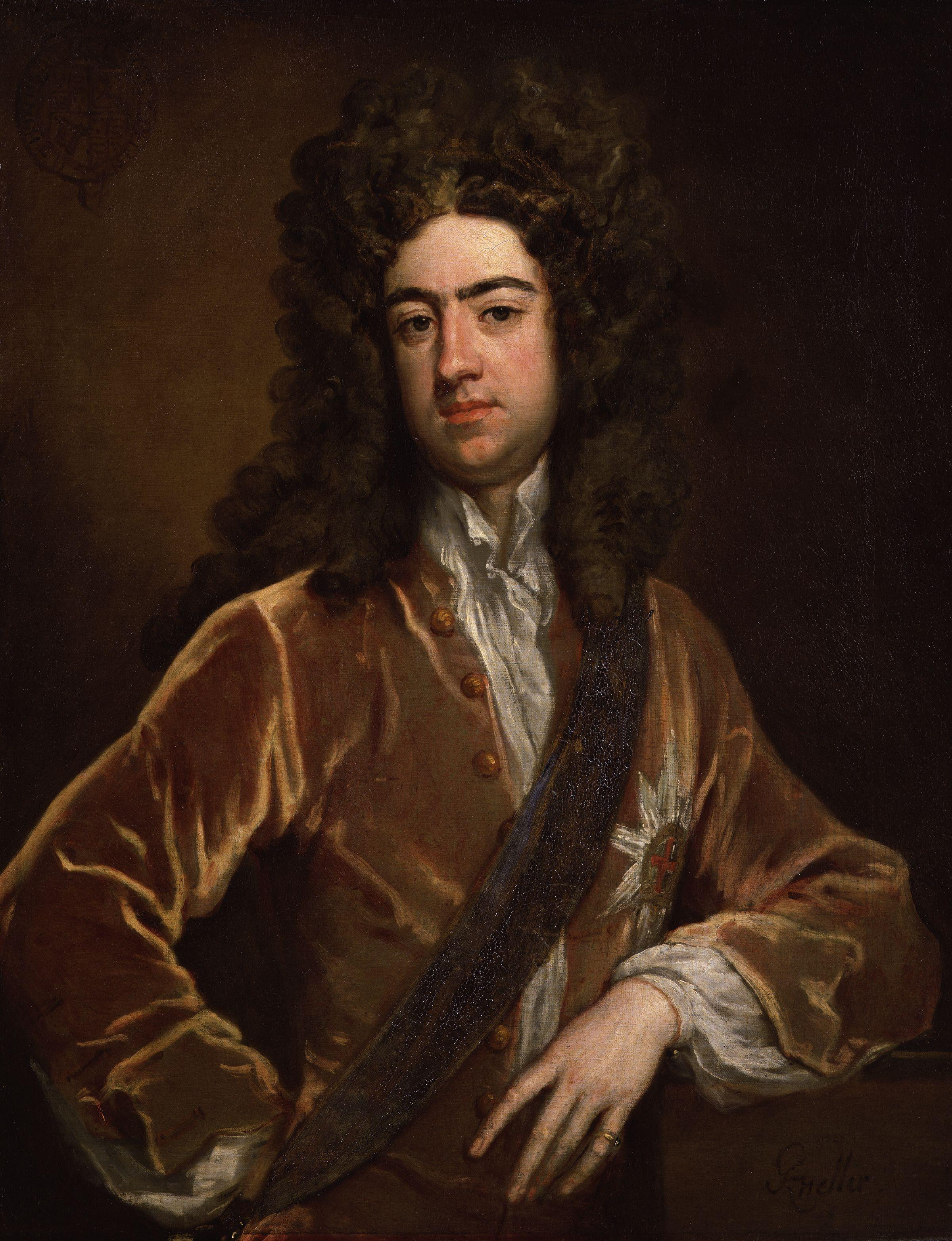
Ritratto di Charles Lennox

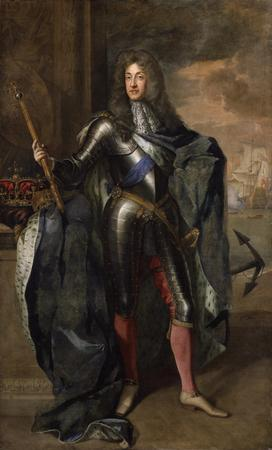
Ritratto di Giacomo II
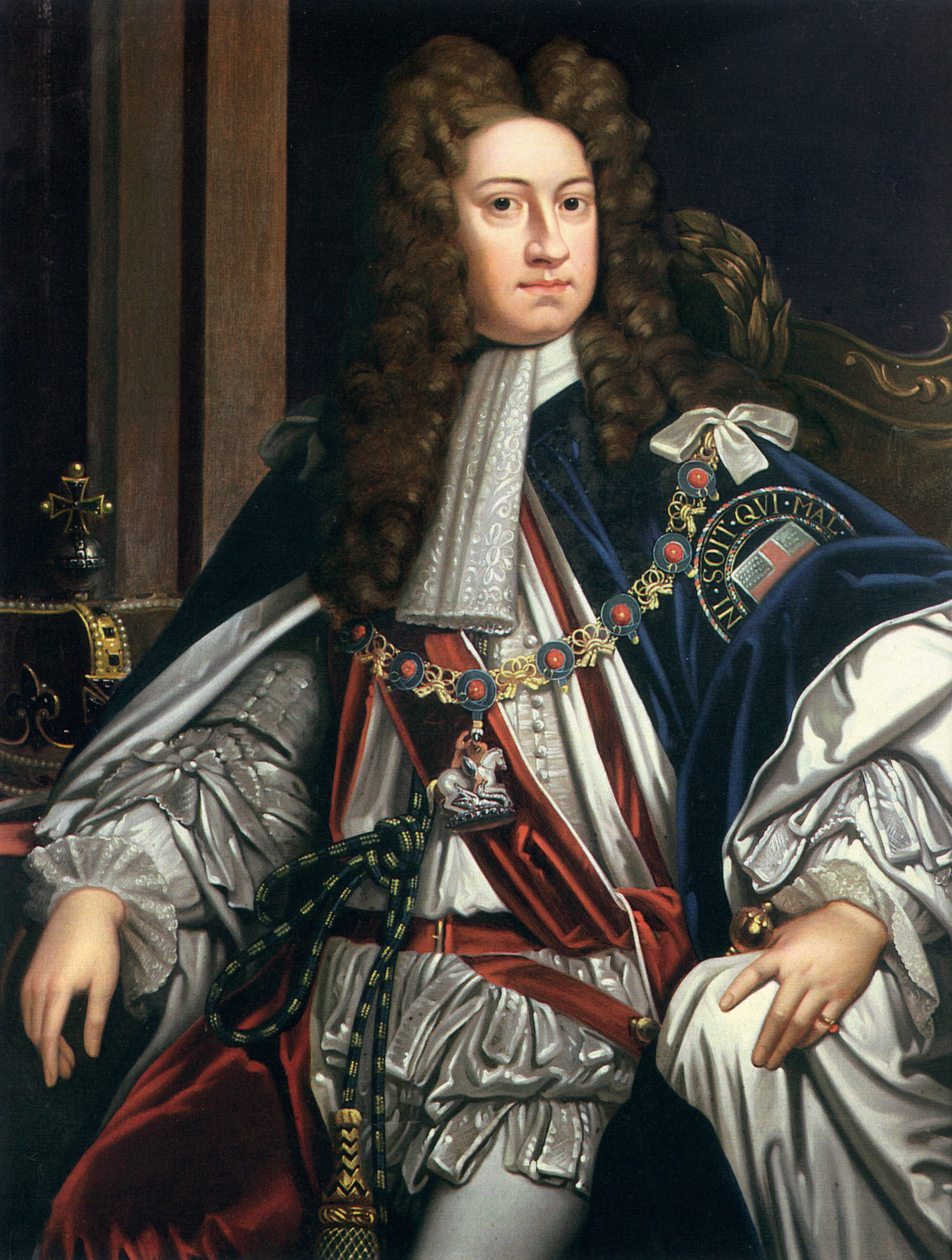
Ritratto di Giorgio I

## Citazioni letterarie
Il pittore viene citato dallo scrittore scozzese Arthur Conan Doyle in uno dei suoi più famosi racconti, Il mastino dei Baskerville, in occasione della visita di Sherlock Holmes alla villa dei Baskerville, i protagonisti della storia.